# 忏悔章
忏悔章（阿拉伯语：‎，羅馬化：at-Tawbah，音译讨白章），是古兰经的第9章（苏拉），共129节。此章又作解约章（阿拉伯语：‎，羅馬化：Barāʾah，音译巴拉埃特章），名称源于该章起首第一个词。
忏悔章属于麦地那篇章，启示于迁徙麦地那后第九年塔布克之战之时，这也是穆罕默德的最后一次亲征。
忏悔章是古兰经114章中唯一开头没有太斯米的一章。